# Навроцький Михайло
Михайло Навроцький (15 березня 1884, с. Гадинківці, Австро-Угорщина — 8 січня 1937, с. Горохів, біля м. Соколів-Підляський, Польща) — український педагог, громадсько-освітній діяч, військовик (офіцер УГА).

## Життєпис
Михайло Навроцький народився 15 березня 1884 року у селі Гадинківцях, нині Копичинецької громади Чортківського району Тернопільської области України.
Навчавсь у гімназії в м. Тернопіль, закінчив Чернівецький університет. Викладав у гімназіях у містах Городенка (нині Івано-Франківської области), Чортків (1913—1914, 1922—1935), Коломия (нині Івано-Франківської области, 1912—1913, 1935—1936).
Член головного управління товариств «Бесіда», «Рідна школа», «Родина».